# Ley Iglesias

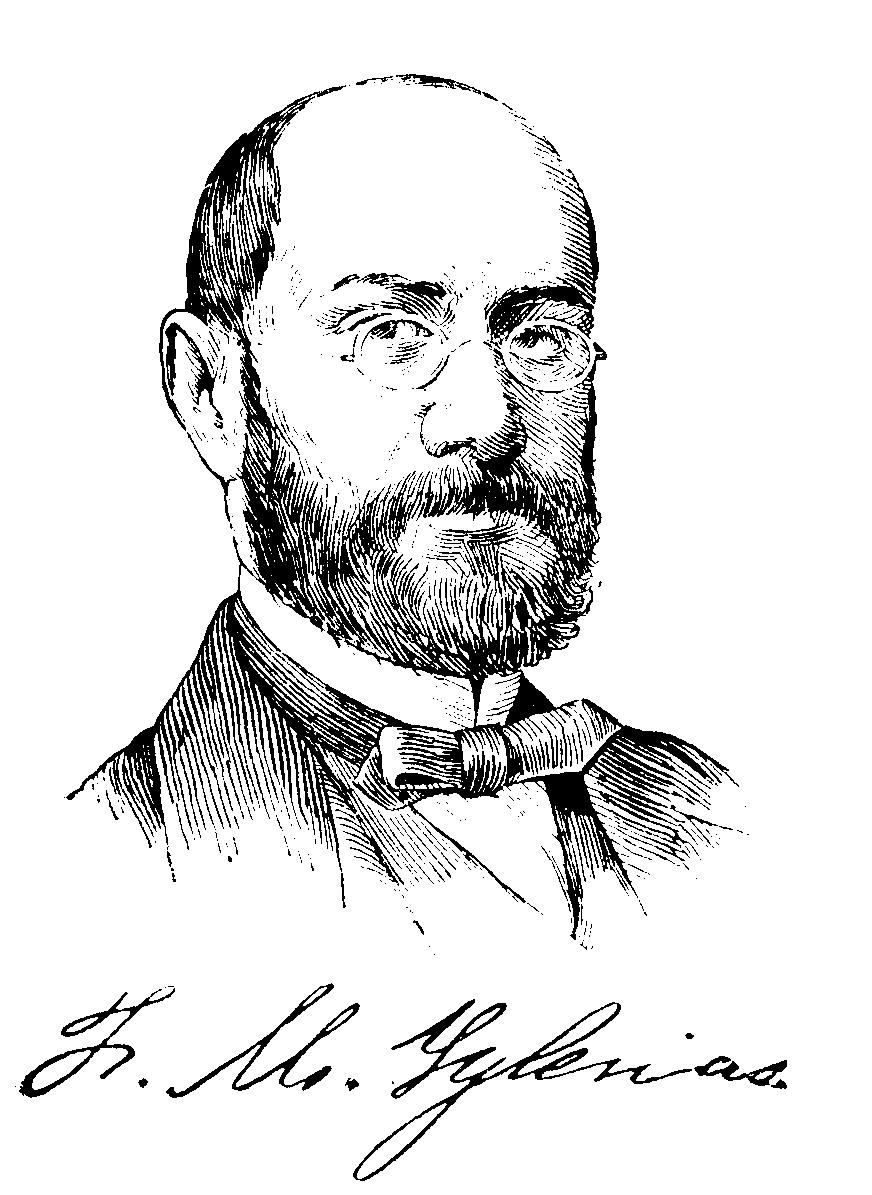
Retrato a lápiz de José María Iglesias.

La Ley Iglesias se expidió el 11 de abril de 1857. Este ordenamiento formó parte del primer grupo de leyes liberales que Ignacio Comonfort, quien había sustituido a Juan Álvarez en la presidencia de la República, expidió antes de estallar a finales de 1857 la Guerra de Tres Años o de Reforma. 
La Ley de Obvenciones Parroquiales, también conocida como Ley Iglesias por la autoría de José María Iglesias (ministro de Justicia, Negocios Eclesiásticos e Instrucción Pública) entre enero y mayo de 1857, fue una de las más importantes Leyes de Reforma. Regulaba el cobro de derechos parroquiales, impidiendo que se exigieran a quienes no ganaran más de lo indispensable para vivir, e imponía castigos a los miembros del clero que no la llevaran a cabo.
La Ley Iglesias desató diversas críticas: entre la prensa liberal fue bien acogida, mientras que los conservadores y el clero la hicieron objeto de censuras y protestas. Con estas leyes se afectaba el poder de la Iglesia católica, que por más de tres siglos había tenido en México participación en asuntos que los liberales consideraban "ajenos a la fe cristiana".